# Verwaltungsgemeinschaft Kitzingen
In der Verwaltungsgemeinschaft Kitzingen im unterfränkischen Landkreis Kitzingen haben sich folgende Gemeinden zur Erledigung ihrer Verwaltungsgeschäfte zusammengeschlossen:
1. Albertshofen, 2293 Einwohner, 3,80 km²
2. Biebelried, 1216 Einwohner, 22,73 km²
3. Buchbrunn, 1143 Einwohner, 4,57 km²
4. Mainstockheim, 2010 Einwohner, 8,52 km²
5. Sulzfeld a.Main, 1242 Einwohner, 7,68 km²

Sitz, aber nicht Mitglied der 1978 gegründeten Verwaltungsgemeinschaft ist Kitzingen.